# Eryk Pomorski (gobelin)
Eryk Pomorski — jeden z grupy gobelinów portretujących władców duńskich, wykonanych przez Hansa Kniepera ok. 1581 lub ok. 1583, przedstawiający Eryka Pomorskiego i znajdujący się w Muzeum Narodowym w Kopenhadze.
Dzieło powstało ponad sto lat po śmierci władcy w 1459 i jest przykładem przedstawienia apokryficznego, nie posiadającego cech indywidualnych portretowanej postaci (przedstawienie typowe). Przedstawienie to ma duży ładunek symboliczny: Eryk jako władca był — w momencie powstania dzieła — oceniany raczej negatywnie w następstwie przegranych wojen, uznawany za władcę nie mającego szczęścia, do tego został usunięty z tronu; stąd wizerunek miał wyraźnie wskazywać, że nie jest on królem, lecz władcą zdetronizowanym. Dlatego został ukazany bez korony i berła na głowie — te leżą u jego stóp, na jego ubiór składa się zwykły, a nie bogato zdobiony, płaszcz i beret. Nie ma też w ręku jabłka. Jest to jedyne wyobrażenie męskiego członka dynastii Gryfitów, które znajduje się poza granicami Pomorza Zachodniego.